# Guerra pequot
La guerra Pequot fu un conflitto armato che ebbe luogo tra il 1636 e il 1638 nel New England opponendo una alleanza di Puritani delle colonie di Massachusetts Bay, Plymouth e Saybrook e Nativi Americani (principalmente Mohawk) delle tribù Narragansett e Mohegan agli indiani Pequot.
La guerra si concluse con la decisiva sconfitta dei Pequot. Alla fine, circa 700 Pequot erano stati uccisi o portati in prigionia. Centinaia di prigionieri furono venduti in schiavitù alle Indie Occidentali, altri sopravvissuti furono dispersi come prigionieri delle tribù vittoriose.
Il risultato fu l'eliminazione della tribù Pequot come entità nel New England del sud e le autorità coloniali la classificarono estinta. I sopravvissuti rimasero nell'area ma furono assorbiti in altre tribù locali.
Questa guerra pose fine al tentativo dei Pequot di stabilirsi in quello che è oggi il moderno New England.
Numerosi testimoni hanno raccontato la storia di questo conflitto, in particolare il capitano John Underhill che lo ha commentato nel suo diario.

## Svolgimento della guerra

### Premesse

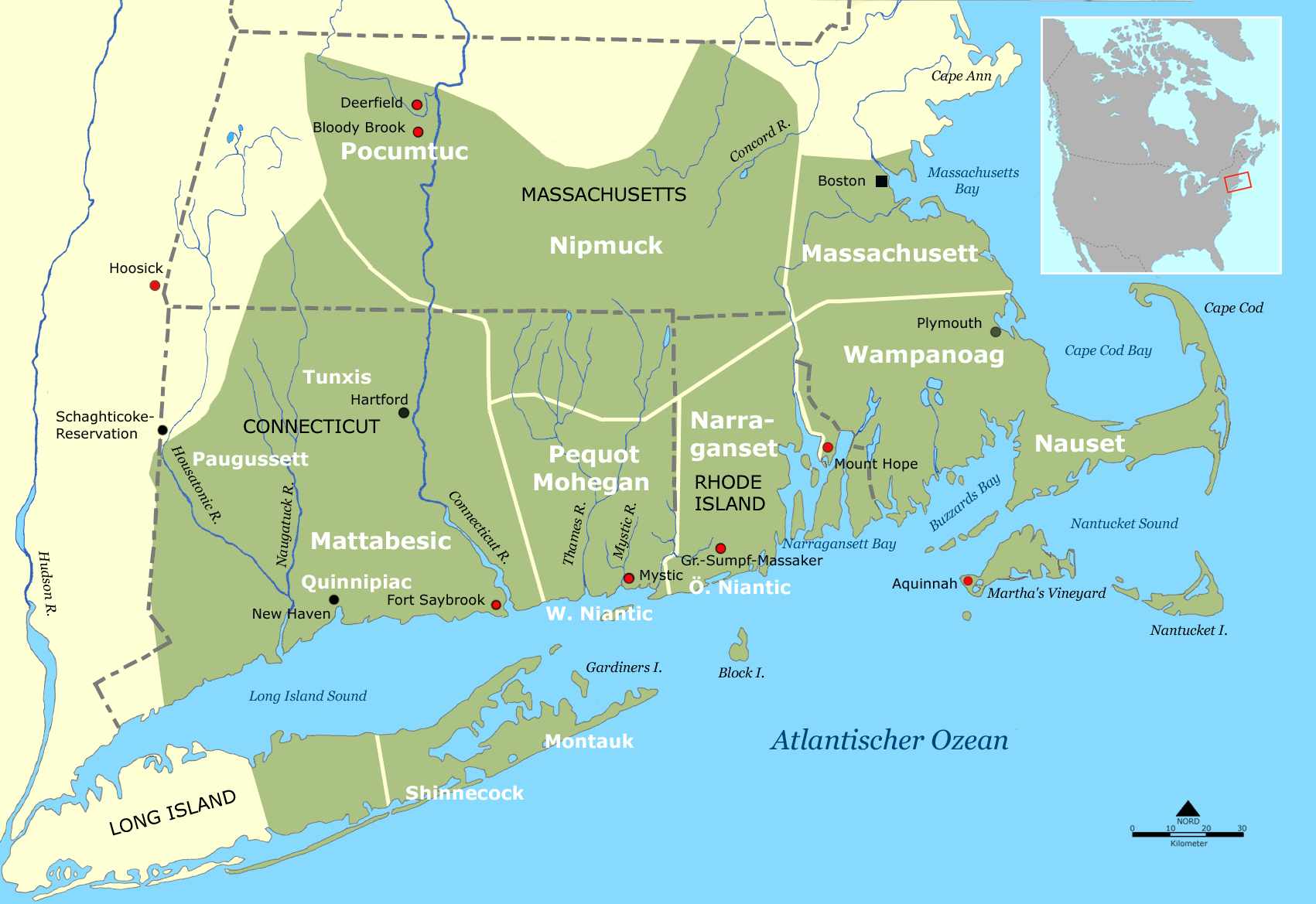
Il teatro della guerra

A partire dagli inizi del 1630, una serie di fattori contribuirono ad aumentare le tensioni tra i coloni inglesi e le tribù del New England sud-orientale.
Gli sforzi per controllare l'accesso al commercio delle pellicce portarono ad una serie di incidenti che aumentarono le tensioni su entrambi i lati. 
Le divisioni politiche si allargarono tra i Pequot e i loro vicini Mohegan quando le due tribù si divisero tra due diversi referenti per il commercio delle pellicce, i Mohegan con i coloni inglesi e i Pequot con i coloni olandesi. 
La pace finì tra gli olandesi e i Pequot quando i Pequot attaccarono una tribù di indiani che avevano tentato di commerciare nella zona di Hartford. 
Le tensioni aumentarono quando la colonia inglese della Baia del Massachusetts divenne una roccaforte per la produzione di wampum (le tradizionali collane indiane fatte con perline e conchiglie), che i Narragansetts e Pequot avevano controllato fino alla metà degli anni '30.
Inoltre nel 1633, la tribù Pequot vide i suoi membri scendere da 8 000 a 4 000 a seguito di un'epidemia di vaiolo, una malattia portata dai coloni, fatto che creò unteriori tensioni con questi ultimi. 
Nel 1634, a seguito di una disputa con la tribù dei Narragansetts, a causa del commercio con gli olandesi, Tatobem il Grande Sachem (capo) Pequot fu ucciso e sostituito da suo figlio Sassacus.
Il 20 luglio 1636 John Oldham, un commerciante inglese, fu ucciso dai Niantic, una tribù alleata dei Narragansett, che con tale atto voleva scoraggiare gli inglesi dal commerciare con i loro rivali Pequot. L'attacco avvenne al largo dell'isola di Block. John Winthrop, allora governatore della colonia della Baia del Massachusetts, chiese a John Endecott di condurre una spedizione punitiva contro i Niantic di Block Island. 
Il 25 agosto, Endecott lasciò Boston con un piccolo numero di soldati e andò a Block Island dove poté solo distruggere le case, poiché i Niantic erano fuggiti andando a rifugiarsi proprio dai Pequot. 
Preoccupato per questo fallimento, Endecott andò verso il Connecticut dove incontrò i Pequot intimando loro, già accusati di aver ucciso in precedenza dei soldati britannici, di consegnare i colpevoli e pagare un indennizzo. 
Questi ultimi affermarono di non sapere che i soldati uccisi erano inglesi. Endecott non credette alle loro parole e minacciò di attaccarli se non gli avessero consegnalo gli assassini. 
I nativi americani rifiutarono l'ultimatum chiedendo di negoziare.
Endecott rifiutò e lanciò un attacco che lasciò diversi morti e alcune decine di feriti.
Questo fu l'inizio della guerra.

### La guerra
I Pequot, in risposta, assediarono Fort Saybrook tra l'autunno del 1636 e l'inverno del 1637. Durante l'assedio, i belligeranti iniziarono dei colloqui ma, probabilmente a seguito di un errore, i Pequot inviarono ai soldati un messaggio interpretato dal comandante Lion Gardiner come una minaccia di uccidere gli uomini, le donne e bambini bianchi del Connecticut. Ne conseguirono numerosi scontri durante i quali morirono trenta coloni mentre le vittime della parte dei nativi americani sono difficili da stabilire.
Il fallimento delle trattative accrebbe le paure e l'odio con una conseguenza ancora più terribile. Il 1º maggio 1637 i coloni del Connecticut misero 90 uomini al comando del capitano John Mason per un'offensiva contro i Pequot. Più tardi, un pastore della chiesa di Hartford esortò questi soldati a compiere un massacro. 
Insieme a un gran numero di nativi americani che erano nemici dei Pequot, tra cui i Mohegan del capo Uncas e i Narragansetts del capo Miantonomoh, le truppe coloniali avanzarono verso il villaggio fortificato di Missituck (Mystic) che ospitava i guerrieri Pequot e le loro famiglie. 
Il 26 maggio, al mattino presto, i coloni e i loro alleati circondarono il villaggio. In meno di un'ora il villaggio fu incendiato dai coloni, i sopravvissuti al fuoco che cercarono di fuggire furono quasi tutti uccisi dai mercenari nativi americani posti intorno. Né le donne né i bambini furono risparmiati. Mentre i contemporanei dell'evento menzionano spesso tra 300 e 400 vittime, Mason, che si basò su testimonianze e un piano di Fort Mystic, parla di 600 o 700. Gli storici come Alfred Cave credono oggi che la stima di Mason è più vicina alla realtà. A queste vittime si aggiungono circa cento morti tra i guerrieri Pequot che, poco dopo il massacro, arrivarono dalle vicinanze di Missituck per vendicare i suoi abitanti.

### Epilogo
Nei mesi seguenti, i coloni mobilitarono le tribù alleate per dare la caccia ai Pequot. Le altre tribù furono incoraggiate sia dalla promessa di un premio, sia dalle minacce di ritorsioni. 
I Pequot non furono tutti uccisi: molti furono dispersi a sud del New England, Long Island e la regione di New York, o divennero schiavi di altri nativi americani o dei coloni. A Boston nel 1638, William Pierce, il capitano della nave Desire, costruita nel 1636 a Marblehead vicino a Salem, importò il primo carico di schiavi dalle Barbados, che scambiò con i prigionieri Pequot.
La guerra terminò ufficialmente solo con il trattato di Hartford del 21 settembre 1638, che in realtà fu una rinuncia degli ultimi Pequot alla loro cultura e alla loro identità.